# Lidie Vajnerová
Lidie Vajnerová (* 1. července 1955 České Budějovice) je česká politička, v letech 2008–2012 náměstkyně hejtmana Libereckého kraje.

## Životopis
Lidie Vajnerová pochází z jižních Čech, po absolvování táborského gymnázia studovala na Vysoké škole chemicko-technologické v Praze, kde v roce 1980 promovala. Pracovala nejprve jako inspektorka u České obchodní inspekce, po revoluci začala podnikat.
Jejím manželem se stal Miloš Vajner, majitel zábavního komplexu Centrum Babylon v Liberci, jehož dozorčí radě Vajnerová předsedala.[zdroj?] V roce 1996 byla rovněž zvolena prezidentkou UNASO, unie asociací působících v zábavním průmyslu. Od roku 1999 se angažovala ve vzdělávací nadaci Škola hrou, kterou založila a jejíž správní radě i předsedá.
V roce 2011 dokončila studium v Ústavu práva a právní vědy a získala tak titul MBA. Od roku 2009 žili s manželem odděleně a v roce 2012 se rozvedli.
Vajnerová působila v dozorčí radě krajské společnosti Agentura regionálního rozvoje. Z funkce byla novým zastupitelstvem kraje 18. prosince 2012 odvolána.

### Politická kariéra
Politicky se angažovala jako nestraník již od roku 2004, kdy stanula v čele kandidátky Strany zdravého rozumu v krajských volbách do zastupitelstva Libereckého kraje. Strana získala jen 1,2% hlasů, Vajnerová zaujala zejména nabídkou volného vstupu do aquaparku, který vlastnil její manžel, všem občanům obcí, v nichž její strana dosáhne zisku 5% hlasů. V témže roce neúspěšně kandidovala i do Senátu na Liberecku.
V krajských volbách v roce 2008 kandidovala opět jako nezávislá, tentokrát na kandidátce Strany pro otevřenou společnost. Ve volbách strana dosáhla zisku 6,12% hlasů, tři mandáty a Vajnerová se navíc stala statutární náměstkyní hejtmana pro resort kultury, památkové péče a cestovního ruchu.
V krajských volbách v roce 2012 kandidovala na hejtmanku Libereckého kraje opět jako nestranická kandidátka za Stranu pro otevřenou společnost, strana ani Vajnerová se však do zastupitelstva kraje nedostaly. Ve volebním období 2012–2016 byla členkou Výboru cestovního ruchu, památkové péče a kultury zastupitelstva Libereckého kraje, kam byla nominována jako nestranický odborník.
V krajských volbách v roce 2016 byla lídryní společné kandidátky KDU-ČSL a strany Nová budoucnost pro Liberecký kraj (NBPLK) pod názvem „Budoucnost pro Liberecký kraj” v Libereckém kraji, ale neuspěla a do zastupitelstva se nedostala. Zároveň kandidovala jako nestraník za NBPLK ve volbách do Senátu PČR v roce 2016 v obvodu č. 34 – Liberec. Se ziskem 4,85 % však skončila na 7. místě.